# Gubbio
Gubbio is een middeleeuwse stad in de Italiaanse regio Umbrië. De stad heeft ongeveer 17.000 inwoners.

## Geschiedenis
Gubbio werd in de derde eeuw gesticht door de Umbriërs als Tota Ikuvina, dat in de eerste eeuw was uitgegroeid tot een Romeinse kolonie. In de elfde eeuw verwierf de stad onafhankelijkheid. Die duurde tot 1384, toen ze werd onderworpen door Antonio da Montefeltro en ingelijfd bij het Hertogdom Urbino.

## Bezienswaardigheden
De 13e-eeuwse duomo wordt gedragen door sierlijke bogen die biddende handen voorstellen. Verder is er in de stad het Palazzo dei Consoli: een 14de-eeuws paleis dat het silhouet van Gubbio bepaalt.
Sinds 1981 maken de inwoners van Gubbio tegen de helling van de Monte Ingino een enorme "kerstboom" door zo'n 800 grote lampen aan meer dan 8 kilometer elektriciteitskabel rond de berghelling te draperen. Op de bergtop wordt een verlichte ster geplaatst met een omvang van 1000 vierkante meter, die op 50 km afstand is te zien. Het hele arrangement is ruim 750 meter hoog en aan de basis 450 meter breed. Het is daarmee de grootste kerstboom ter wereld en is in 1991 als zodanig opgenomen in het Guinness Book of Records.
De "kerstboom van Gubbio" wordt jaarlijks ontstoken op 7 december aan de vooravond van het feest van Immaculata Conceptio Beatae Virginis Mariae. In 2011 gebeurde dit door paus Benedictus XVI door het versturen van een bericht met zijn tabletcomputer vanuit de pauselijke vertrekken in het Vaticaan. In 2012 viel de eer te beurt aan Giorgio Napolitano, president van Italië, en in 2013 aan paus Franciscus.

## Foto's

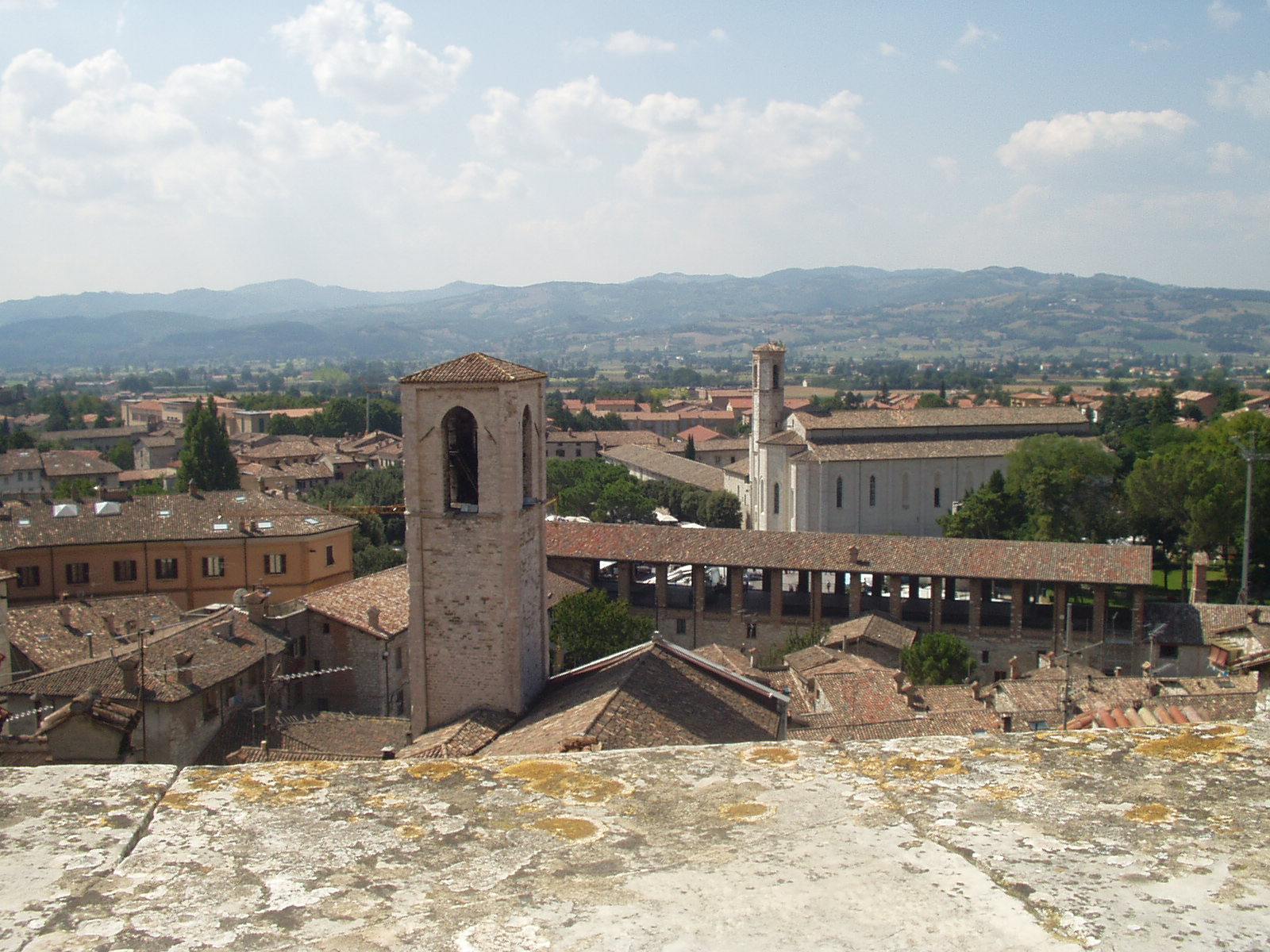
Uitzicht vanuit Gubbio
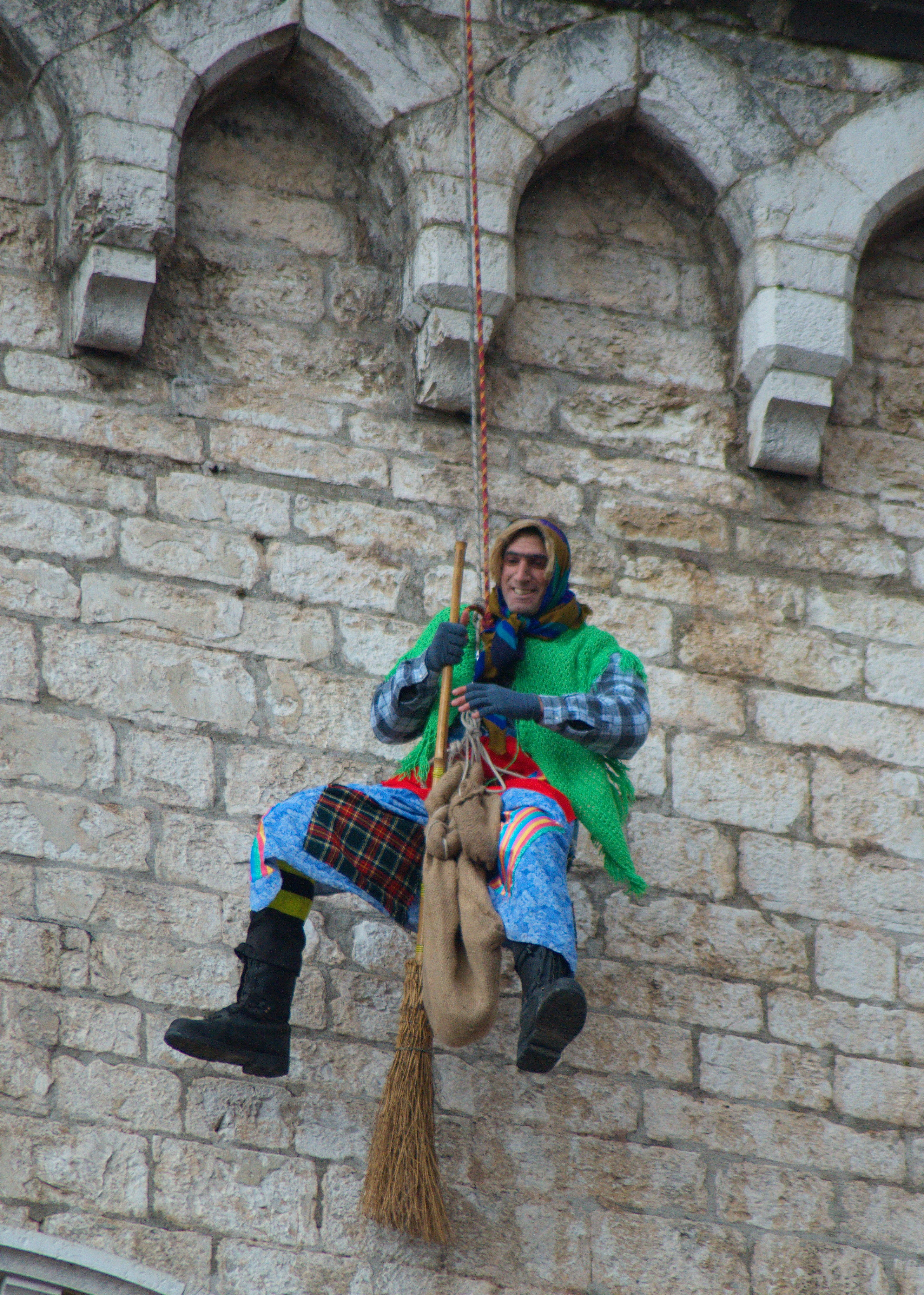
La Befana daalt af van het Palazzo dei Consoli

## Afkomstig uit Gubbio
- De pauselijke familie Pamphili was afkomstig uit Gubbio.